# Rhipidia seydeli
Rhipidia seydeli är en tvåvingeart som först beskrevs av Alexander 1956.  Rhipidia seydeli ingår i släktet Rhipidia och familjen småharkrankar. Inga underarter finns listade i Catalogue of Life.